# Рамонда
Рамонда (Ramonda) са род вечнозелени цъфтящи растения от семейство Gesneriaceae.

## Разпространение и местообитание
Представителите на този род се срещат по сенчести и скалисти места в североизточна Испания, Пиренеите и югоизточна Европа.

## Видове
Към април 2021 г. родът е представен от следните 4 вида:
- Ramonda heldreichii (Boiss.) C.B. Clarke
- Ramonda myconi (L.) Rchb
- Ramonda nathaliae Pancic & Petrovic, 1884
- Ramonda serbica Pancic, 1874 – Сръбска рамонда